# Wybory prezydenckie w Wenezueli w 2012 roku

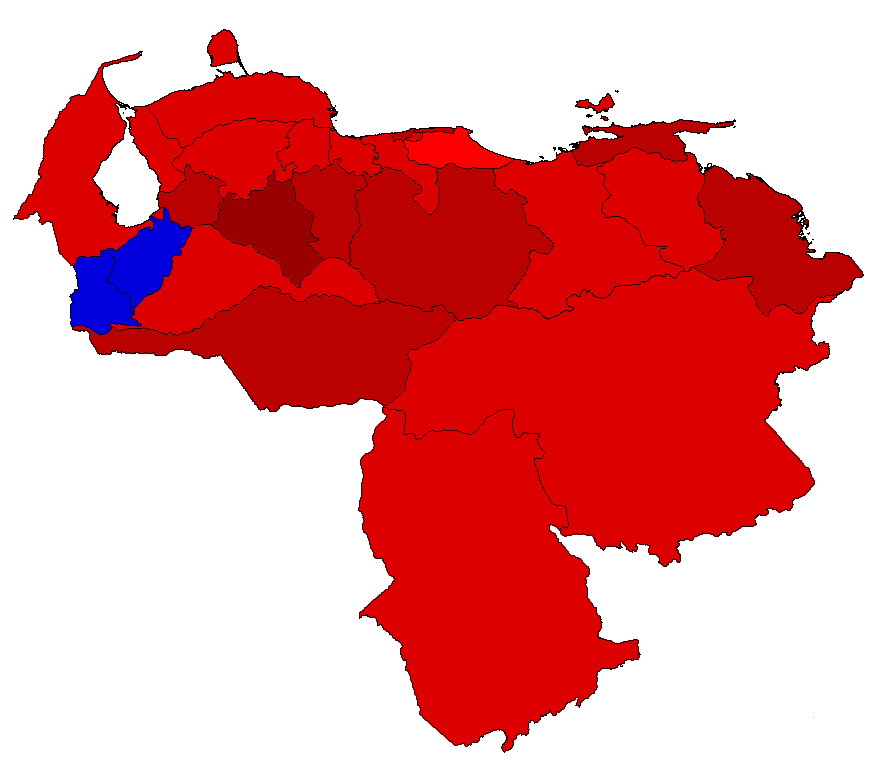
Mapa przedstawiająca wyniki wyborów prezydenckich w Wenezueli w 2012 roku.

Wybory prezydenckie w Wenezueli odbyły się 7 października 2012 roku. Głównym kontrkandydatem urzędującego prezydenta Cháveza był Henrique Capriles Radonski wyłoniony w prawyborach w ramach Koalicji na rzecz Jedności Demokratycznej 12 lutego 2012.
Kampania wyborcza rozpoczęła się 1 lipca.

## Oficjalne wyniki
W przeprowadzonych 7 października 2012 wyborach zwyciężył urzędujący prezydent Hugo Chávez uzyskując 55,07% głosów.
|  | Kandydat                   | Partia                                             | Głosy      | Procent |
|  | -------------------------- | -------------------------------------------------- | ---------- | ------- |
|  | Hugo Chávez                | PSUV                                               | 8 191 132  | 55,07%  |
|  | Henrique Capriles Radonski | MUD                                                | 6 591 304  | 44,31%  |
|  | Reina Sequera              | Partia Pracy                                       | 70 567     | 0,47%   |
|  | Luis Reyes                 | Organización Renovadora Auténtica                  | 8 214      | 0,05%   |
|  | María Bolívar              | Zjednoczona Demokratyczna Partia Pokoju i Wolności | 7 378      | 0,04%   |
|  | Orlando Chirino            | Partido Socialismo y Libertad                      | 4 144      | 0,02%   |
|  | Razem                      | Razem                                              | 14 872 739 | 99,96%  |
|  | Frekwencja                 | Frekwencja                                         | 80,49%     | –       |